# Panchaia fusca
Panchaia fusca es una especie de crustáceo isópodo terrestre de la familia Trachelipodidae.

## Distribución geográfica
Es endémica de Socotra.